# Павильон № 27 «Физкультура и спорт» на ВДНХ
Павильон № 27 «Физкультура и спорт» на ВДНХ — построен в 1939—1940 годах под названием «Международная организация помощи борцам революции». В 1941 году павильон носил название «Литовская ССР, Латвийская ССР и Эстонская ССР».

## История
Данный павильон — один из немногих, сохранившихся от довоенной ВДНХ. Был построен в 1939—1940 годах по проекту архитекторов М. 3. Краевского и Фани Белостоцкой на присоединённой к выставке территории, до этого относившейся к парку «Останкино». Как на момент постройки, так и в наше время павильон расположен на заметном удалении от всех остальных. Павильон возведён в стиле ар-деко и в плане представляет собой пентагон, что символизирует пятиконечную советскую звезду, подчёркивая тематику павильона, посвящённого изначально МОПР. Фасад павильона украшен пилястрами, а над главным входом размещён барельеф со знамёнами и советской звездой (в 1954 году заменена знаком «ГТО»). Крыша увенчана пятиконечной башенкой, которую завершала скульптурная группа «Пролетарии», не сохранившаяся до наших дней.
Экспозиция, посвящённая МОПР, в павильоне разместиться так и не успела, поскольку в 1940 году к СССР были присоединены страны Прибалтики, и было решено отдать павильон новообразованным Эстонской, Латвийской и Литовской республикам. При послевоенной реконструкции выставки для республик были построены три отдельных павильона, а павильон №27 сменил свою тематику, получив название «Физкультура и спорт». На аллее, ведущей к павильону, были установлены скульптуры «Футболисты» (скульптор Василий Монахов), «Баскетболистки» (скульптор Юрий Поммер) и «Альпинист и альпинистка» (скульптор Евгений Абалаков).
Также на фасаде были размещены мраморные плиты с высказываниями В. Ленина, И. Сталина и М. Калинина на тему физкультуры и спорта. Доски с цитатами Ленина и Сталина впоследствии были демонтированы, но сохранилась доска с цитатой Калинина:
Физкультура и спорт являются значительным фактором в создании здорового, сильного, ловкого, находчивого, отважного, умеющего бороться с препятствиями, уверенно смотрящего вперед человека.М. И. Калинин
Экспозиция, размещённая в павильоне в 1954 году, была посвящена истории, развитию и отдельным достижениям советского спорта. Демонстрировались стенды, посвящённые проводящимся в СССР спортивным состязаниям, а также участию советских спортсменов в международных соревнованиях, награды, полученные советскими спортсменами, образцы спортивного снаряжения и инвентаря. Также в павильоне действовал спортивный зал для работников ВДНХ, а рядом был расположен небольшой стадион.
В постсоветские годы экспозиция была упразднена, и павильон длительное время пребывал в бесхозном состоянии. В ноябре 2017 года была завершена реставрация павильона, в котором теперь планируется разместить лекторий и спортивные секции.